# Vladimir Bigorra
Vladimir Bigorra (9 d'agost de 1954) és un exfutbolista xilè.

## Selecció de Xile
Va formar part de l'equip xilè a la Copa del Món de 1982. Fou entrenador de Xile a categories inferiors. També entrenà el club Deportes Puerto Montt el 2001.